# Dornier Delphin
Il Dornier Delphin (Delfino) fu un idrovolante a scafo centrale, monomotore e monoplano ad ala alta, sviluppato dall'azienda aeronautica tedesca Dornier Flugzeugwerke nei tardi anni dieci del XX secolo.
Introdotto sul mercato dell'aviazione commerciale nei primi anni venti, benché destinato ad uso civile suscitò interesse nella statunitense United States Navy e nella britannica Royal Navy, le quali ne acquistarono alcuni esemplari allo scopo di valutarlo nell'impiego militare.

## Storia del progetto
Il Delphin I venne sviluppato nel 1920. Era un idrovolante monoplano a motore singolo interamente in metallo. Aveva una cabina passeggeri chiusa per quattro passeggeri con le ali montate sopra la carlinga, e il motore a pistoni montato sopra di essa. era mosso da un BMW IIIa da 138 kW (185 hp) BMW IIIa. Il pilota aveva una cabina di pilotaggio aperta sulla parte superiore dello scafo dietro il motore, che gli dava una limitata visibilità. Venne portato in volo la prima volta il 24 novembre 1920.
Una versione migliorata, il Delphin II, volò la prima volta il 15 febbraio 1924 ed era equipaggiato con un altro motore BMW da 186 kW (250 hp) o da un Rolls-Royce Falcon III da 194 kW (260 hp). La cabina racchiusa ora poteva ospitare due membri dell'equipaggio e cinque passeggeri.
Seguendo il successo del Delphin II una versione più grande chiamata Delphin III venne sviluppato nel 1927. Era mosso da un motore BMW VI da 447 kW (600 hp) ed un ponte di volo separato per 2 membri dell'equipaggio e una cabina per 10 passeggeri.

## Impiego operativo
Un Delphin I venne acquisito dalla United States Navy ed un Delphin III dalla Royal Navy, entrambi gli acquirenti erano interessati alla costruzione in metallo.

## Varianti
Delphin I
versione con cabina di pilotaggio aperta e scompartimento passeggeri con quattro posti a sedere, equipaggiato con un motore BMW IIIa da 185 PS.
Delphin II
versione dotata di scompartimento passeggeri con cinque posti a sedere, equipaggiata con un motore BMW da 250 PS o un Rolls-Royce Falcon III da 260 hp (194 kW).
Delphin III
versione dotata di scompartimento passeggeri con dieci posti a sedere, equipaggiata con un motore BMW VI da 600 PS.